# Gozdowo-Młyn
Gozdowo-Młyn – osada w Polsce położona w województwie wielkopolskim, w powiecie wrzesińskim, w gminie Września. Miejscowość wchodzi w skład sołectwa Gozdowo.
W latach 1975–1998 miejscowość administracyjnie należała do województwa poznańskiego.